# Paul Koelner
Paul Rudolph Koelner (eig. Kölner; * 31. Oktober 1878 in Basel; † 22. Februar 1960 ebenda) war ein Schweizer Pädagoge und Historiker.

## Herkunft
Die Familie Koelner, aus Glaubensgründen aus dem Stift Würzburg weggezogen, erwarb mit Georg Koelner 1595 das Basler Bürgerrecht. Sie zählt zu den Basler Ratsherrengeschlechtern. Ihre Mitglieder waren im 16. und 17. Jahrhundert vorwiegend Handwerker (Schuhmacher), im 18. und 19. Jahrhundert Pfarrer, Lehrer und Kaufleute. Die Familie steht nicht in direkter Linie mit der Familie Koellner, deren Mitglieder im 18./19. Jahrhundert einige Beziehungen zu den pietistischen Kreisen um Christian Friedrich Spittler hatten.

## Leben und Werk

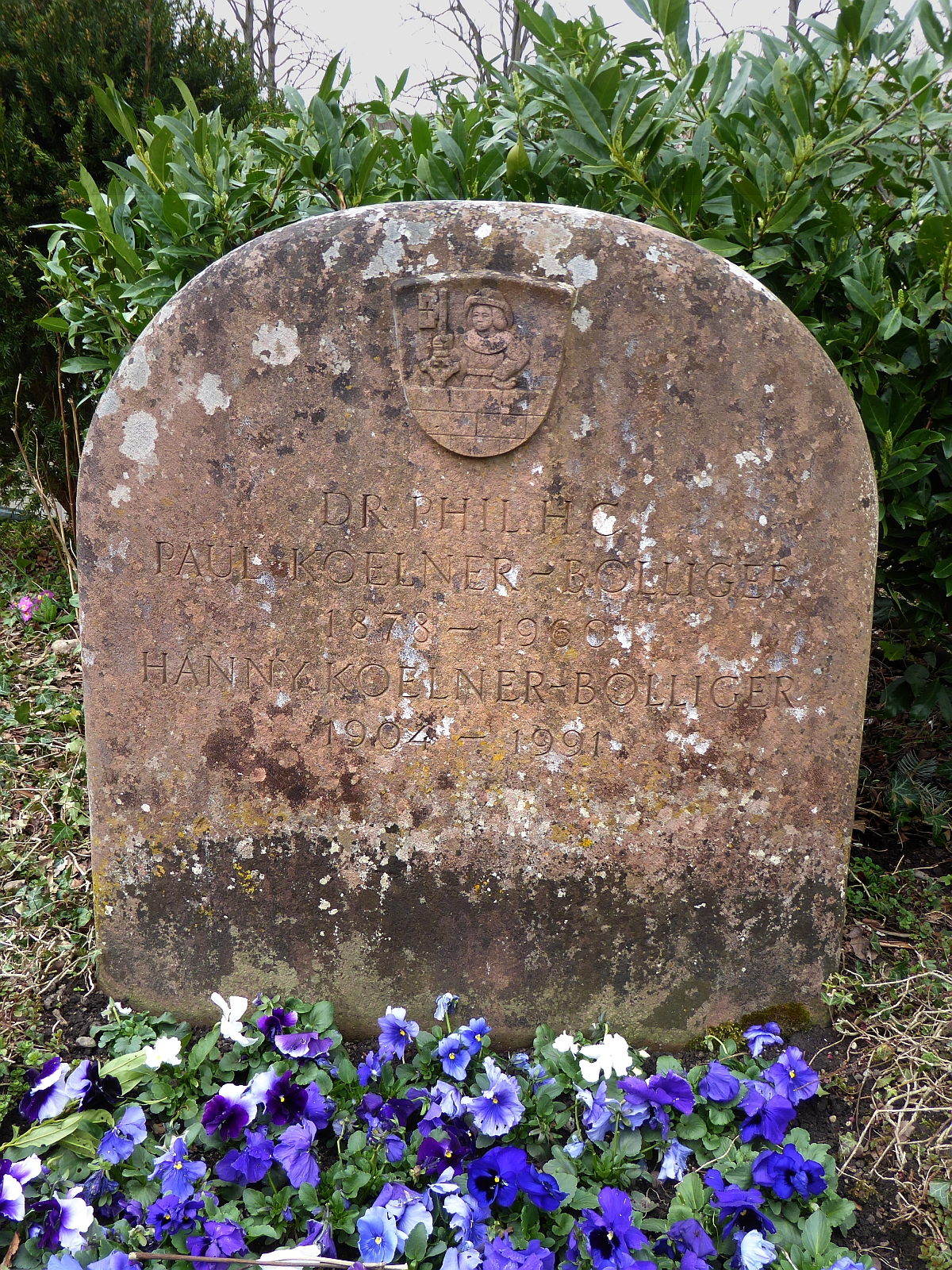
Grab auf dem Friedhof am Hörnli.

Paul Koelner absolvierte die Mittellehrerausbildung in Basel mit einem Auslandssemester an der Sorbonne in Paris. Danach unterrichtete er an der Knabensekundarschule in Basel. Neben seiner Lehrtätigkeit und vor allem nach seiner Pensionierung 1935 betrieb er umfangreiche Studien zur Geschichte seiner Vaterstadt. Seine Verflochtenheit mit der Stadt Basel zeigt sich auch in seinem Engagement im Zunftwesen und in der Basler Fasnacht. Für seine lokalgeschichtlichen Forschungen erhielt er 1932 von der Universität Basel die Ehrendoktorwürde.
Grosse Verbreitung fand seine im Lehrmittelverlag des Erziehungsdepartements erschienene Heimatkunde «Anno dazumal». Viele kürzere historiografische Beiträge verfasste er auch für die Sonntagsbeilage der Basler Nachrichten. 1958 wurde Koelner von der Staatlichen Literaturkommission mit einem Preis von 1000 Franken ausgezeichnet.
Paul Koelner war in zweiter Ehe mit Hanny, geborene Bolliger (1904–1991), verheiratet und fand seine letzte Ruhestätte auf dem Friedhof am Hörnli.
Sein Sohn Paul Richard Koelner-Schellenberg (1904–1993) gründete das Basler Marionetten-Theater.

## Werke (Auswahl)
- Die Basler Fasnacht, Reinhardt, Basel 1913 DNB 575522925.
- Unterm Baselstab. Kulturgeschichtliche Skizzen, Basel 1918, 1922.
- Der Falkeisensche Handel von 1616–1671. In: Basler Zeitschrift für Geschichte und Altertumskunde, Bd. 23, 1925, S. 8–93. (e-periodica.ch)
- Basler Anekdoten, Basel 1926.
- Die Kürschnerzunft zu Basel, 1226–1926, Basel 1926 (→ Buchdeckel und Inhaltsverzeichnis).
- Basler Friedhöfe, Basel 1927.
- Anno dazumal. Ein Basler Heimatbuch, Basel 1929.
- Geschichte der Spinnwetternzunft zu Basel und ihrer Handwerke, Basel 1931 (Nachdruck 1970).
- Die Safranzunft zu Basel und ihre Handwerke und Gewerbe, Basel 1935.
- Aus der Frühzeit der chemischen Industrie Basels, Basel 1937.
- Res publica Basiliensis. Kulturgeschichtliche Bilder und Szenen aus sechs Jahrhunderten, Basel 1938.
- Vom alten Spenglerhandwerk zum Verband der Spenglermeister und Installateure des Kantons Basel-Stadt, Basel 1940.
- Basler Zunftherrlichkeit. Ein Bilderbuch der Zünfte und Gesellschaften, Basel 1942.
- Die Rebleutenzunft zu Basel, Basel 1942.
- O Basel, du holtselig Statt. Geschichte, Sprüche und Inschriften aus Basels Vergangenheit, Basel 1944
- Die Basler Rheinschiffahrt vom Mittelalter zur Neuzeit, Basel 1944 (2., erw. Aufl. 1954).
- «Schweizerblut» – Zur Geschichte des Weinbaus zu St. Jakob an der Birs. Basel 1944.
- Die Feuerschützen-Gesellschaft zu Basel, Basel 1946.
- Die Metzgerzunft zu Basel, Basel 1948.
- Bäumlihof, Klein-Riehen. Ein Basler Landgut und seine Besitzer, Basel 1953
- Die Zunft zum Schlüssel in Basel, Basel 1953